# 南垣乡
南垣乡，是中华人民共和国山西省临汾市古县下辖的一个乡镇级行政单位。

## 行政区划
南垣乡下辖以下地区：
佐村、何家岭村、燕河村、芦家岭村、东池村、农场村、店上村、崔家岭村、唐家庄村、韩家岭村、驼腰村、山头村、吴家岭村、坡头村、马家河村、孙寨村、柏树庄村、陈香村、刘垣村、五十亩垣村、河底村、郭店村、东垣村、祁寨村、芦家庄村和苏家庄村。